# موت يسوع (رواية)
موت يسوع هي روايه صدرت عام  2019م للكاتب جون ماكسويل كوينزي الحاصل على جائزة نوبل. وهي الثالثه في {ثلاثية يسوع } ، بعد طفولة يسوع {2013} وأيام يسوع الدراسيه {2016} 
وقد نشرت لأول مره باللغة الإسبانية  تحت عنوان Lamuerte de desus   ووزعت في كل أنحاء أمريكا الاتينية. في الواقع، هذا ثاني كتاب لكوينزي التي تظهر أول باللغة الإسبانيه. وأولها Siete cuentose morales أو الحكايات الأخلاقية.
قبل نشرها، استشهدت وسائل الإعلام في جميع أنحاء العالم بموت يسوع كواحده من أكثر الروايات المتوقعه لعام 2020 في العالم الناطق باللغة الإنجليزية. 
وفقا للمجمع النقدي لعلامات الكتاب، تلقت الرواية استجابه نقدية إيجابية استنادا إلى 24 مراجعه.